# Tehinselkä
Tehinselkä är en del av en sjön Päijänne i Finland. Den ligger i kommunerna Kuhmois, Padasjoki och Sysmä i landskapen Mellersta Finland och Päijänne-Tavastland i den södra delen av landet, 150 km norr om huvudstaden Helsingfors. Tehinselkä ligger 74 meter över havet.
Trakten ingår i den boreala klimatzonen. Årsmedeltemperaturen i trakten är 3 °C. Den varmaste månaden är augusti, då medeltemperaturen är 15 °C, och den kallaste är januari, med −11 °C.